# Xylographus dentatus
Xylographus dentatus es una especie de coleóptero de la familia Ciidae.

## Distribución geográfica
Habita en el Congo.